# Uhříněves (tvrz)
Uhříněveská tvrz je zaniklé sídlo v Praze 10, které se nacházelo v místech uhříněveského zámku a kostela Všech Svatých.

## Historie
Roku 1233 patřila Uhříněves klášteru svatého Jiří. Ještě ve 13. století ji získali templáři, k roku 1292 je zde doložena jejich komenda. Řád zde vybudoval dvůr s tvrzí, která je však poprvé písemně zmíněna až počátkem 15. století.
Templářský řád byl zrušen 2. dubna 1312 a jeho majetek přešel podle papežské buly na řád johanitů. Uhříněves se sousedními vesnicemi získali johanité z komendy Panny Marie pod řetězem (vlastnictví doloženo v urbáři z roku 1376). Nejpozději v roce 1363 získali johanité patronátní právo ke kostelu Všech svatých, protože v tom roce uvedl generální převor Havel z Lemberka na místo zdejšího plebána klerika Pavla. Roku 1371 údajně v uhříněveské komendě zemřel nejvyšší převor řádu Jan ze Zvířetic.
Roku 1413 jsou tvrz, dvůr, ves Uhříněves a další vsi uvedeny při „prodeji na dobu života“ Anně, vdově po Ješkovi z Chlumu. Tvrz v Uhříněvsi je zmíněna také roku 1436, kdy ji spolu s poplužním dvorem a vesnicemi postoupil císař Zikmund podkomořímu Janovi z Kunvaldu.
Roku 1579 koupil panství Jaroslav I. Smiřický ze Smiřic, který při dvoře vystavěl roku 1591 renesanční zámek. Stará tvrz byla poté přestavěna pro hospodářské účely - v popisu panství z roku 1611 se zde nacházela olejna, maštale a špýchar.
Zánik
Při stavbě nového kostela Všech svatých v letech 1740-1743 byla tvrz zbořena, dochovala se pouze spodní část původní věže starého kostela.